# محمد يوسف حمود
محمد يوسف حمود (1919 – 1993)، هو شاعر وأديب لبناني.

## حياته
ولد الشاعر الأمين محمد يوسف حمود في قرية الناعمة (ساحل الشوف) عام 1919.
 - انتقل في سنواته الأولى مع اهله إلى بيروت حيث نشأ وترعرع ودرس في مدارسها المقاصدية الإسلامية. بدأ نبوغه الشعري والادبي وهو في الصفوف التكميلية. - كان والده يوسف شاعراً فطرياً (زجلي وعتابا) ووالدته فاطمة الجويدي كانت مرهفة الحس، عاطفة جياشة وقدوة وموجهة ومجاهدة لتوجيه أولادها نحو العلم. تعاطى مهنة التعليم في مدارس عدة في بيروت، وأمضى نحو 39 عاماً موظفاً في دار الكتب الوطنية في بيروت، التابعة لوزارة التربية الوطنية كما كان نائباً لرئيس جمعية أهل القلم في لبنان. ولى مسؤولية عميد للإذاعة، منح رتبة الامانة عام 1954 وانتخب عضواً في المجلس الأعلى.
عام 1962 اقترن من السيدة هيفاء مجذوب وأنجب منها ثلاثة أولاد. هاني، جناح، ويمام.

## وفاته
توفي يوم 4 فبراير 1993 عن عمر يناهز 74 عاماً، وبعد الصلاة على روحه في جامع الخاشقجي يوم الجمعة 5 شباط، ووري الثرى في جبانة الشهداء.

## من مؤلفاته
- في سن الخامسة عشرة ألّف قصته «يوسف» و «فلسطين المجاهدة».
- كتاب: «جدنا الأول» (1941).
- كتاب: «ذلك الليل الطويل» (1953).
- ديوان: " في زورق الحياة (1954).
- كتاب: «هتاف الجراح» (1957).

## الجوائز
- في سن التاسعة عشرة حاز على جائزة الشعر الأولى لنشيد «الشجرة» الرسمي، * * حاز على جائزة الشعر الثانية الشاعر الأخطل الصغير.
- حاز على الجائزة الأولى للخطابة في المقاصد عام 1930.
- وسام الأرز الوطني
- وسام المعارف
- جائزة الجنوب،
- جائزة كمال المر،
- منح درع الكشاف المسلم،
- درع المقاومة
- درع المعرفة من الحزب السوري القومي الاجتماعي.